# Ampedus nigrinus
Ampedus nigrinus is een keversoort uit de familie kniptorren (Elateridae). De wetenschappelijke naam van de soort is voor het eerst geldig gepubliceerd in 1784 door Herbst.